# Cody Simpson
Cody Robert Simpson (* 11. ledna 1997 Gold Coast, Austrálie) je australský popový zpěvák, který nahrává v gramofonové společnosti v USA Atlantic Records.

## Časný život
Cody se narodil v Gold Coast, Queensland, Austrálie, Bradovi a Angie Simpsonovým. Má dva mladší sourozence, Toma a Alli. Cody je také talentovaný plavec, vyhrál dvě zlaté medaile na plaveckém šampionátu Queenslandu. Cody trénoval v plaveckém klubu Miami s trenérem Kenem Nixonem. Codyho matka Angie pracuje jako dobrovolnice v klubu.
Simpson začal nahrávat písně ve svém pokoji v létě roku 2009 na YouTube, provedení "I'm Yours" od Jason Mraz, "Cry Me a River" a "Señorita" od Justina Timberlaka, "I Want You Back" od Jackson 5, a jeho vlastní písně, "One" a "Perfect". Byl následovně objeven na YouTube Shawnem Campbellem, Grammy nominovaný producent, který pracuje pro Jay-Z a pro další umělce.

## Soukromý život
Od roku 2019 randí s kontroverzní zpěvačkou Miley Cyrus. V říjnu téhož roku pro ni vydal single pod názvem "golden thing".